# 苏格兰街学校博物馆

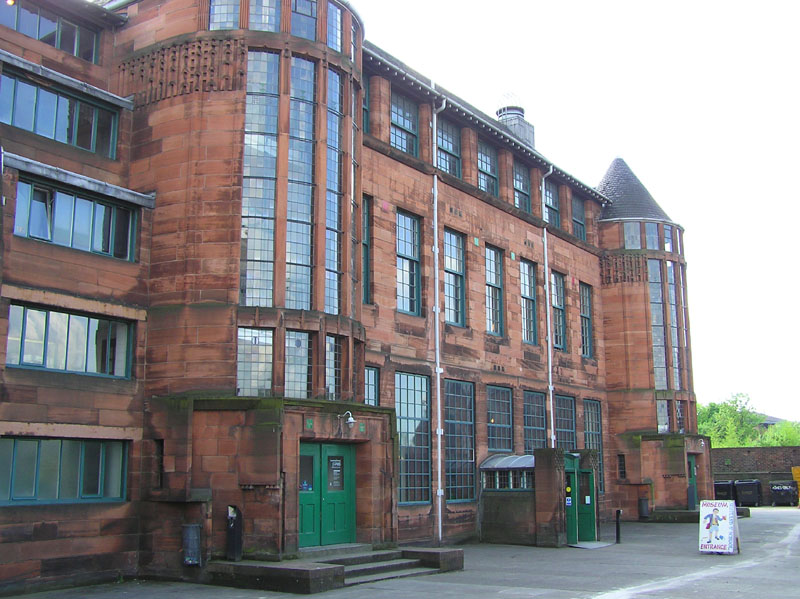
苏格兰街学校博物馆

苏格兰街学校博物馆（Scotland Street School Museum）是苏格兰格拉斯哥的一个学校教育博物馆。它位于一所由查尔斯·雷尼·麦金托什设计的前学校，建于1903年-1906年。该建筑是格拉斯哥最重要的建筑景点之一。它毗邻Shields 路地铁站。
在建筑施工期间，麦金托什经常要与想降低成本的学校董事会辩论设计问题。该建筑的总造价是34291英镑，超过了预算。该建筑设有一对有窗的苏格兰男爵风格楼梯。该学校设计容量为1,250人。然而，到20世纪70年代，该地区经历城市衰落，学校的入学人数下降到100以下。学校于1979年关闭。
麦金托什的设计灵感来自埃尔郡的罗阿伦城堡（Rowallan Castle）和福克兰宫（Falkland Palace）。
博物馆提供各种活动和展品。公众有机会参与维多利亚课堂，女演员莱斯莉罗伯森扮演老师“巴克斯特小姐”。

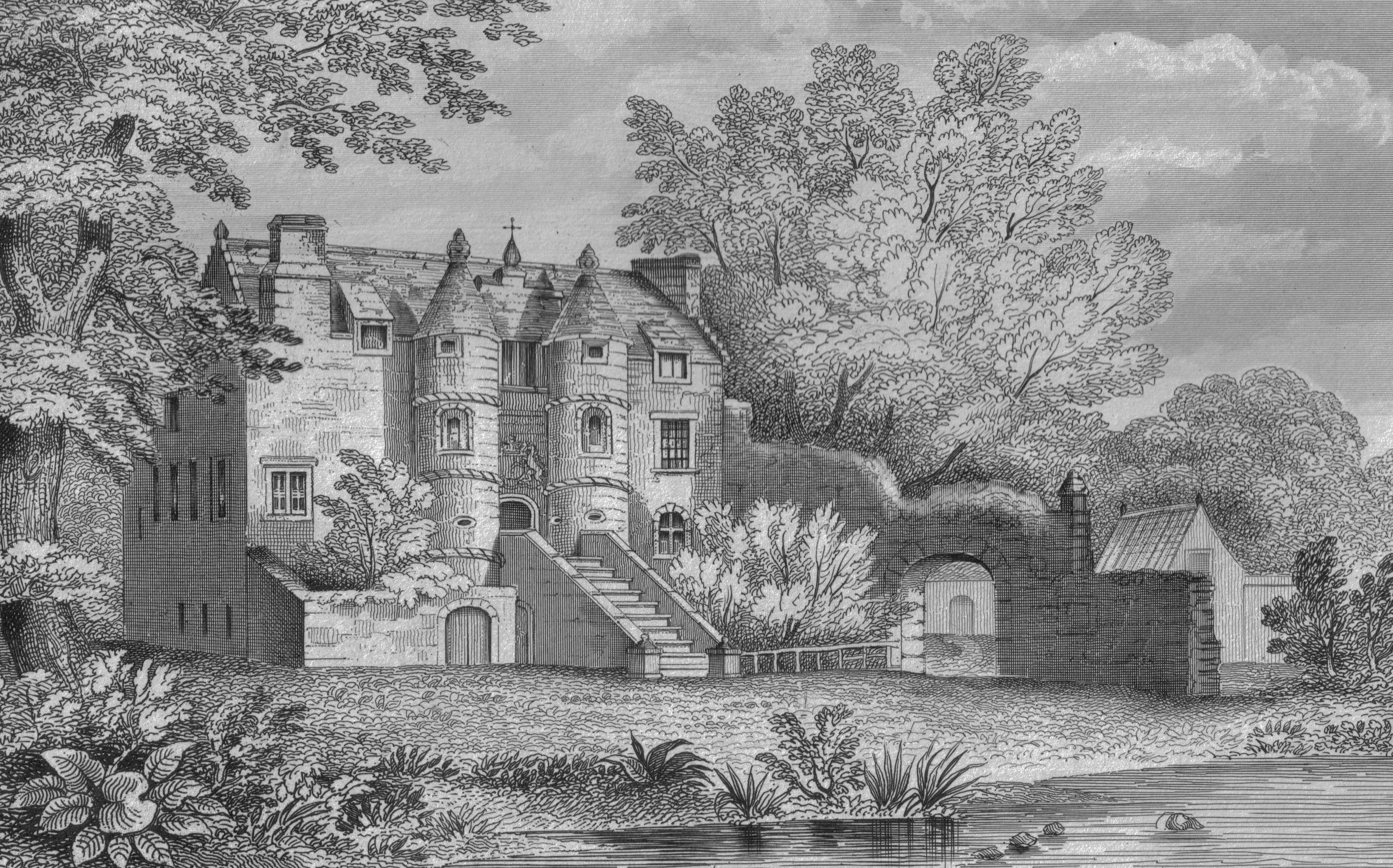
罗阿伦城堡